# Cephalorhynchus eutropia
Il cefalorinco eutropia (Cephalorhynchus eutropia), è uno dei quattro delfini del genere Cephalorhynchus. Il delfino si trova solamente al largo delle coste del Cile, in cui è noto comunemente con il nome di Tunina.

## Descrizione fisica

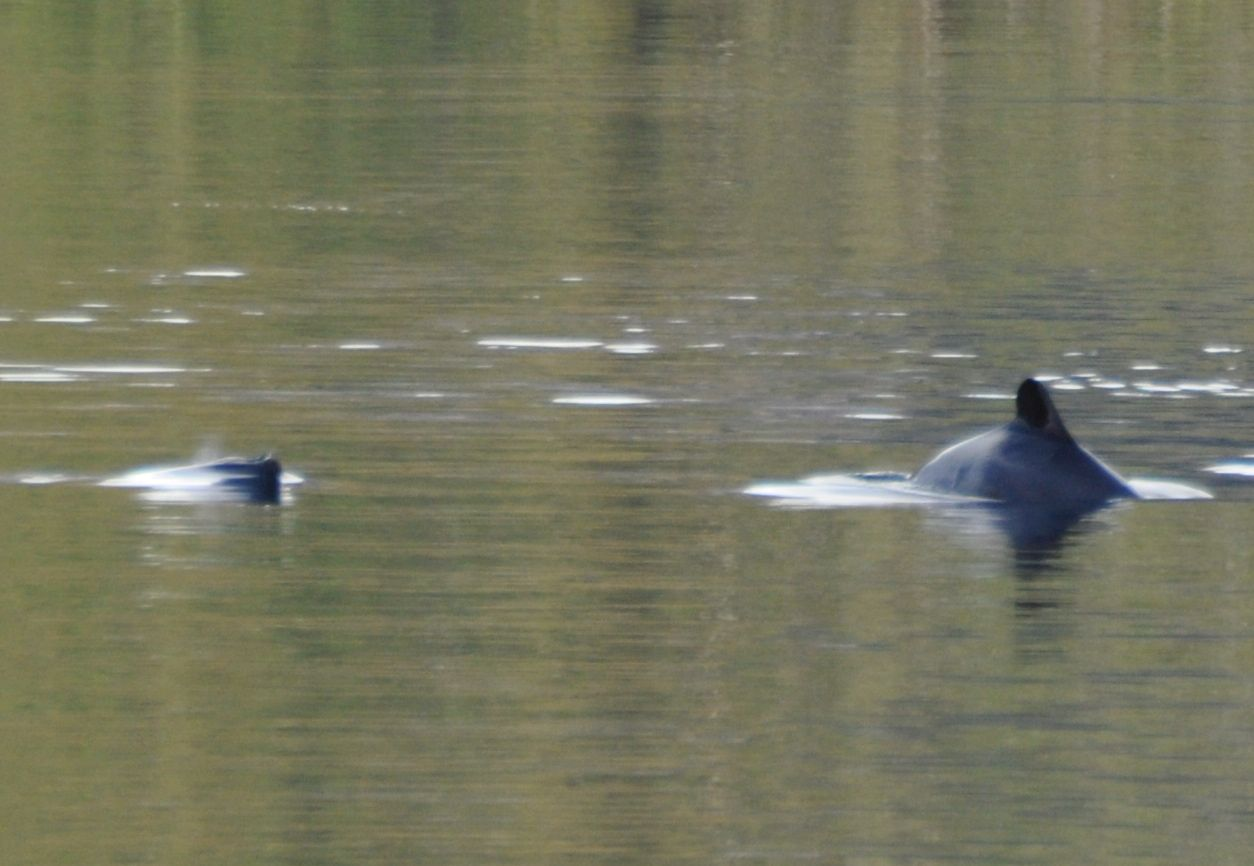
Pinna dorsale del cefalorinco eutropia

Il Cefalorinco Eutropia è un piccolo delfino di circa 170 cm di lunghezza, con una testa arrotondata. Queste caratteristiche lo fanno spesso erroneamente identificare per una focena. Il delfino è di forma tozza e la pancia misura due-terzi della sua lunghezza. La pinna dorsale e le natatoie sono piccole in proporzione alla dimensione corporea rispetto agli altri delfini. La gola, la regione inferiore e le zone del corpo più vicine alle natatoie sono bianche. Il resto del corpo è un miscuglio di grigi. Il delfino ha 28-34 paia di denti nella mascella superiore e 29-33 in quella inferiore.
Il delfino viene normalmente avvistato in piccoli gruppi da due a dieci individui, anche se si possono occasionalmente avvistare dei gruppi più grandi.
Longevità, periodi di gestazione e allattamento sono sconosciuti, ma si crede che siano di durata simile a quelli dei meglio studiati, e simili, cefalorinchi di Hector e di Commerson, i quali hanno un periodo di gestazione di circa dieci mesi-un anno e una longevità massima di venti anni.

## Alimentazione
Il cefalorinco eutropia caccia pesci, molluschi e crostacei sui fondali.

## Popolazione e distribuzione
La popolazione del cefalorinco eutropia, forse uno dei meno studiati tra tutti i cetacei, non è nota con certezza. Dovrebbero esisterne poche migliaia, sebbene un ricercatore, Steve Leatherwood, ha sostenuto che la popolazione dovrebbe essere leggermente più bassa. Qualunque sia il suo numero, il cefalorinco di eutropia è endemico delle coste del Cile e riteniamo che non sia un migratore. Il delfino viene avvistato in un intervallo di latitudini più vasto delle altre specie del genere Cephalorhynchus - da Valparaíso a 33° S a Capo Horn a 55° S. La specie sembra preferire le aree di acque basse (profonde meno di 200 m) e in particolare ama le aree tidali con un veloce riflusso e le foci dei fiumi.

## Nome
Nella prima metà del ventesimo secolo il cefalorinco eutropia era noto, in inglese come delfino nero. In seguito questo si è rivelato, però, un nome poco appropriato. La maggior parte dei pochi esemplari studiati dagli scienziati erano individui tirati fuori dall'acqua la cui pelle si era scurita a causa dell'esposizione all'aria o esemplari vivi avvistati in mare, ma solo a distanza (apparendo, così, più scuri di quanto fossero). Quando però vennero studiati altri esemplari in maniera più appropriata divenne chiaro che il dorso del delfino era infatti di una mistura di colori grigi e le regioni inferiori erano bianche.

## Conservazione e caccia
Il cefalorinco eutropia è l'unico Cephalorhynchus che non nuota dietro alle scie delle imbarcazioni. Si crede che la causa di questo sia dovuta alle numerose cacce con arpioni rivolte a questi delfini fino ai primi anni '80, rendendo gli individui guardinghi nei confronti delle imbarcazioni. Ai tempi di queste cacce venivano uccisi circa 1300-1500 individui all'anno. Al giorno d'oggi solamente pochi individui vanno persi ogni anno a causa della pesca. È possibile, data la ritenuta precarietà della popolazione, che queste perdite causino un declino irreversibile della specie, ma questo non è noto con certezza.